# 격암유록
격암유록(格菴遺錄) 또는 남사고 비결(南師古 秘訣)은 1977년에 처음 소개되고 1987년에 처음 번역되어 출간된 한국의 도참서로, 총 60장으로 구성되어 있다. 조선 명종 때의 예언가 격암 남사고(1509년~1571년)가 어린 시절 ‘신인(神人)’을 만나 전수받았다고 주장되고 있으나, 현재 대한민국의 역사학계에서는 검토할 가치가 없는 위서라는 견해가 지배적이다. 현재 전해지는 것은 1977년 이도은(李桃隱, 본명 이용세, 1907년~1998년)이 필사, 기증한 것으로, 국립중앙도서관에 소장되어 있다.

## 내용
세론시(世論視), 계룡론(鷄龍論), 궁을가(弓乙歌), 은비가(隱秘歌), 출장론(出將論), 승지론(勝地論) 등 60여 장의 논(論)과 가(歌)로 구성되어 있다. 역학·풍수·천문·복서 등의 원리를 이용해 한반도의 미래를 기록하였다. 임진왜란, 동학 농민 운동, 한일 병합 조약 뿐 아니라 한반도의 해방과 분단, 한국 전쟁, 4·19 혁명과 5·16 군사정변 등 역사적 사건뿐 아니라 이승만, 박정희 등 한국의 역사적 인물의 행적을 정확히 예언하고 있어 "450년 만에 신비의 베일을 벗는 민족의 경전"이라는 평가를 받았다.
2013년 이 책의 번역본을 재출간한 도서출판 좋은땅은 2012년 대한민국의 대통령 선거에서 박근혜가 대통령에 당선된 사실과 관련해 "박 씨 성을 가진 여성 지도자가 등장해 분열되어 있던 동서를 화합한다"는 이 책의 내용을 홍보 포인트로 삼았다.

## 출간 경위
- 이도은은 1944년 초 지인인 김길환으로부터 일심교에서 가져온 고서 한 권을 받았으며, 이를 자신의 손으로 직접 필사했다고 하나,[4] 사실 여부는 확인되지 않는다. 서울 사는 지주(地主) 이영부(李永富)로부터 받았다고도 하고, 지인(知人)인 김길환(金吉煥)으로부터 일심교에서 가져온 《제화대전(濟和大典)》을 받아 그 안의 《해인경(海印經)》과   《신화경(神化經)》을 인용하였다고 하나, 사실 여부는 확인되지 않는다.
- [출처 필요]
- 경전(耕田) 조성기(趙聖紀)(종교인)가 《한국명저(韓國名著) 합본 1집》에 〈격암유록〉을 주석을 달아 원문을 처음 인쇄하여 태종출판사에서 1977년 7월 10일 간행하였다.[출처 필요] 格庵遺錄 ; 三易大經 ; 大巡典經合本. 趙聖紀 註解, 太宗出版社, 1977년 7월 10일.
- 이후 이도은은 전도관(천부교)에 귀의하였는데, 1977년 전도관 총재 박태선의 명령에 따라 원래의 필사본은 불태우고, 몰래 재필한 필사본을 국립중앙도서관에 기증했다고 하나, 기증된 필사본 외에 천부교 내부에서 실제 박태선이 그러한 명령을 내렸는지의 여부는 확인되지 않는다.
- 1987년 신유승(辛侑承)이 총 3권으로 된 한국어 번역본을 세종출판공사를 통해 처음 출간하였다.[5]

## 위서 논란
격암유록 위서 논란은 1995년 김하원(1958년~ , 본명 김원국)이 <위대한 가짜 예언서 격암유록>(95.5 만다라)이란 책을 출간함으로써 시작되었다. 각종 비결서 및 격암유록을 연구했다는 김하원은 다음과 같은 근거로 격암유록을 위서로 단언한다.
- 격암유록에 사용된 한자어는 일본식 한자어가 많다.
- 철학(哲學), 공산(共産), 원자(原子) 등 기껏해야 만들어진 지 100여 년 밖에 안 되는 한자 조어가 등장한다.
- 책의 일부 내용이 한문 성경을 그대로 옮겨왔다.
- 국립도서관 고서 코너에 있다는 원본이라는 것이 국립도서관에 입고된 것은 겨우 1977년의 일이다.

또한 그는 "한학과 음양오행, 주역원리를 꿰뚫어야 비결서를 쓰거나 해석할 수 있다고 주장하지만 파자 등 몇 가지 원리를 이해하고 고등학교 수준의 한자를 읽고 쓸 수 있는 능력을 갖춘 사람이라면 누구나 비결서를 조작할 수 있다"고 말하며, 격암유록의 조작 가능성을 뒷받침하였다.
김하원은 2004년 위 책의 개정증보판인 《격암유록은 가짜 정감록은 엉터리 송하비결은?》(2004. 4 도서출판 인언)을 펴내 격암유록 뿐 아니라 정감록도 허구맹랑한 예언서이고, 2000년대 초까지 새로 발굴된 예언서로 세간에 회자되고 있던 <송하비결>도 조작된 예언서라고 주장한 바 있다.
또한 문화방송에서도 1995년 9월 《PD수첩》을 통해 김하원의 책 내용을 바탕으로 격암유록의 진위를 파헤치기도 했다.

## 학계의 입장
오늘날 대한민국의 역사학계에서는 다음과 같은 근거로 격암유록을 위서로 간주하고 있다.
- 남사고가 직접 쓴 원본이 발견되지 않고 필사본만이 발견되어 1977년이 되어서야 국립중앙도서관에 소장되었다.
- 한자 표기법 일부가 현대어로 되어 있고, 일부 내용에 기독교의 성경을 베낀 흔적이 있다. 한국에 성경이 처음 전래된 것은 남사고가 죽은 지 200년 이상이 지난 19세기 초반이다.
- 특정 종교인과 종교 단체를 구체적으로 가리키는 표현이 빈번하게 등장한다.

## 신흥종교에서의 인용
- 진불선교(眞佛仙敎]의 창시자 조성기(趙聖紀)를 땅의 주재로 하는 무리들은 '개명가'(開明歌)라는 책을 만들어 21곡을 작사 및 작곡하여 책을 만들어 노래부르며 격암유록을 경전으로 삼고 있다.[출처 필요]
- 영생교의 창시자 조희성은 격암유록 중 "'불로불사'(不老不死)를 가지고 올 한 사람인 '정진인'(鄭眞人) 또는 '정도령'(鄭道令/正道令)이 나타나는데 이 사람은 한반도에서 출현한다."[8]는 내용을 근거로 스스로를 정도령이라 호칭하며 이를 교리적 근거로 삼기도 하였다.

## 같이 보기
- 해월유록(海月遺錄)
- 전감여록(前感如錄)
- 조선시대의 3대 예언서
  - 송하비결
  - 정감록 & 십승지
- 천부삼경(天符三經)
  - 천부경
  - 삼일신고
  - 참전계경
- 자기동래(紫氣東來)
- 심우도(尋牛圖)
- 중국예언7종(中國預言七種)
  - 만년가(萬年歌)
  - 매화시(梅花詩)
  - 마전가(馬前歌)
  - 소병가(燒餅歌)
  - 선사시(禪師詩)
  - 장두시(藏頭詩)
  - 추배도(推背圖) - 고대중국의 7대(요즘엔 10대) 예언서들중 하나로서 대중인지도가 가장 높은 편이다
- 황제지모경(黃帝地母經)
- 역학 (철학)
- 정역(正易) & 김항(김일부)
- 사주 (역학)
- 구성학(九星學)
- 명리학
- 성명학
- 방위학
- 풍수
- 팔괘
- 양택론
- 사상의학 & 팔체질의학